# دارایی ثابت
دارایی ثابت به دارایی مشهودی که در واحد تجاری مورد استفاده قرار می‌گیرد و دارای ماهیتی دائمی یا نسبتاً ثابت است، گفته می‌شود. دارایی‌های مذکور، به استثنای زمین به مرور فرسوده یا در اثر گذشت زمان غیرقابل استفاده می‌شوند. در این صورت اصطلاحاً گفته می‌شود که دارایی‌ها مستهلک شده‌اند.